# فرودگاه ویزبه
فرودگاه ویزبه  (به انگلیسی: Visby Airport) (به زبان بومی: Visby flygplats) یک فرودگاه همگانی مسافربری با کد یاتا VBY است که یک باند فرود آسفالت دارد و طول باند آن ۲۰۰۰ متر است. این فرودگاه در شهر ویزبه کشور سوئد قرار دارد و در ارتفاع ۵۰ متری از سطح دریا واقع شده است.